# Governatorato della Nuova Russia
Il governatorato della Nuova Russia (in russo Новороссийская губерния?, Novorossijskaja gubernija) era una Gubernija dell'Impero russo, che occupava un esteso territorio meridionale, la cosiddetta Nuova Russia. Istituita nel 1764, esistette fino al 1802, il capoluogo in un primo tempo fu Kremenčuk.